# Erika Hiltbrunner
Erika Hiltbrunner (* 21. Dezember 1962 in Langnau im Emmental) ist eine Schweizer Botanikerin und Hochschullehrerin an der Universität Basel.

## Leben
Hiltbrunner studierte bis 1990 an der Universität Basel Biologie und wurde zwischen 1991 und 1997 bei Christian Körner an der Universität Basel in Botanik promoviert. Sie arbeitet zusammen mit Ansgar Kahmen und Günter Hoch in der Forschungsgruppe Physiological Plant Ecology (PPE).

## Forschung
Hiltbrunners Forschungsschwerpunkte sind:
- Alpine Ökologie
- Alpine Biodiversität
- Globaler Wandel[4]
- Landnutzungswandel
- Stickstoffkreislauf, atmosphärische Stickstoffdeposition, Stickstoff-induzierte Änderungen eines Ökosystems
- Verbuschung in den Alpen (vor allem Grün-Erle, Alnus viridis)[5]

Hiltbrunner ist Leiterin der alpinen Forschungsstation Alpfor auf dem Furkapass.